# Список богомолів Франції
Фауна Франції налічує 9 видів богомолів з 7 родів Майже по всій країні поширений богомол звичайний, а інші види трапляються переважно на півдні країни та на острові Корсика. Вид Pseudoyersinia brevipennis є ендеміком Франції та вважається вимерлим, оскільки його знахідок не було з середини XX століття. Юридично частиною Франції є Гаяна в Південній Америці та деякі тихоокеанські острови, проте фауна богомолів тих регіонів є сильно відмінною, а тому розглядатиметься в окремих статтях.

## Список видів
| Наукова назва, автор, рік опису               | Таксономія             | Статус МСОП | Зображення | Зауваження щодо поширення                                                                             |
| Mantis religiosa Linnaeus, 1758               | Родина богомолові      | LC          |            | Відомий по всій території країни                                                                      |
| Empusa pennata (Thunberg, 1815)               | Родина емпузові        |             |            | Поширений на півдні Франції, південніше Ларошелі, Ліможу, Ліону, Гренобля, а також на острові Корсика |
| Iris oratoria Linnaeus, 1758                  | Родина Eremiaphilidae  | -           |            | Поширений у південних департаментах на середземноморському узбережжі та на Корсиці                    |
| Geomantis larvoides Pantel, 1896              | Родина Rivetinidae     | —           |            | Подекуди на середземноморському узбережжі, недостатньо даних про вид (DD)                             |
| Perlamantis allibertii Guerin-Méneville, 1843 | Родина Amorphoscelidae | —           |            | Подекуди на середземноморському узбережжі, недостатньо даних про вид (DD)                             |
| Ameles decolor Charpentier, 1825              | Родина Amelidae        | —           |            | Південні департаменти, звичайний на півдні                                                            |
| Ameles spallanzania (Rossi, 1792)             | Родина Amelidae        | —           |            | Південні департаменти, переважно на півдні Провансу                                                   |
| Pseudoyersinia brevipennis (Yersin, 1860)     | Родина Amelidae        | —           |            | Імовірно, вимер                                                                                       |
| Hierodula patellifera Serville, 1839          | Родина богомолові      | —           |            | Інвазивний вид, поширився на півдні країни на початку 2010-х років.                                   |